# Macrothele yani
Macrothele yani là một loài nhện trong họ Hexathelidae. Loài này phân bố ở Trung Quốc.